# Without a Song: The 9/11 Concert
Albums de Sonny Rollins
This Is What I Do
(2000) Sonny, Please
(2006)
Without a Song: The 9/11 Concert est un album live du saxophoniste ténor Sonny Rollins enregistré lors d'un concert à Boston et paru en 2005 chez Milestone. Il est le dernier album de son contrat avec ce label, une collaboration entamée en 1971. Le sextet est composé de Bob Cranshaw, très souvent le bassiste de Rollins depuis l'album The Bridge en 1962, du pianiste Stephen Scott, du tromboniste Clifton Anderson, du percussionniste Kimati Dinizulu et enfin par Perry Wilson à la batterie.

## Contexte
Lorsque l'attentat survient sur la tour du World Trade Center à New York le 11 septembre 2001, Sonny Rollins est dans son appartement situé à six immeubles de la tour et qu'il quitte précipitamment en emportant son instrument. Alors qu'un concert est prévu quatre jours plus tard  à Boston, Rollins s'interroge sur sa participation. Lucille Rollins, sa femme et manager le persuade de jouer malgré la forte émotion ressentie après la catastrophe,. Le concert de 2heures 40 minutes a lieu le 15 septembre au Berklee Performance Center de Boston avec un sextet composé des musiciens habituels de Rollins à cette période. L'album est sorti quatre ans plus tard en 2005 en mémoire de sa femme Lucille qui décède en novembre 2004 alors qu'il travaillait sur un nouvel album. Without a Song est aussi son premier concert enregistré en live avec son band depuis son album G-Man en 1986.

## Enregistrement
Les morceaux sont enregistrés au Berklee Performance Center à Boston le 15 septembre 2001.
| Musicien         | Instrument      |  | Équipe technique            |              |
| ---------------- | --------------- |  | --------------------------- | ------------ |
| Sonny Rollins    | saxophone ténor |  | Lucille Rollins             | Producteur   |
| Bob Cranshaw     | guitare basse   |  | Bob Blumenthal              | Liner notes  |
| Clifton Anderson | trombone        |  | John Abbott, Ken Franckling | Photographie |
| Stephen Scott    | piano           |  |                             |              |
| Kimati Dinizulu  | percussions     |  |                             |              |
| Perry Wilson     | batterie        |  |                             |              |

## Titres
L'album comprend quatre standards et un calypso (Global Warming). Le premier titre Without a Song était déjà présent sur l'album The Bridge paru en 1962 et Global Warming (1998) sur l'album du même nom. À propos de Without a Song le commentaire de Florence Wetzel qualifie le début du morceau comme « chaleureux et animé » bien soutenu par l'ensemble du band, quant au critique George Harris il parle de « bruyants solos serpentins ».
| N° | Titre                                 | Compositeur                       | Durée |
| -- | ------------------------------------- | --------------------------------- | ----- |
| 1. | Without a Song                        | Eliscu, Rose, Youmans             | 16:37 |
| 2. | Global Warming                        | Sonny Rollins                     | 15:16 |
| 3. | Introductions                         |                                   | 00:59 |
| 4. | A Nightingale Sang in Berkeley Square | Eric Maschwitz, Manning Sherwin   | 10:57 |
| 5. | Why Was I Born?                       | Oscar Hammerstein II, Jerome Kern | 16:14 |
| 6. | Where or When                         | Lorenz Hart, Richard Rodgers      | 12:20 |

## Réception
Sur AllMusic le critique Scott Yanow écrit « son jeu [Rollins] ressemble un peu à une purge de mauvais souvenirs, tandis qu'en même temps il semble être plein d'espoir sur l'avenir. Le résultat est manifestement le meilleur enregistrement de Sonny Rollins de la dernière décennie et est un disque fortement recommandé ».
Rollins est récompensé en 2005 par un Grammy Award (Best Jazz Instrumental Solo) pour le morceau nommé Why Was I Born?.